# Erodoro di Eraclea

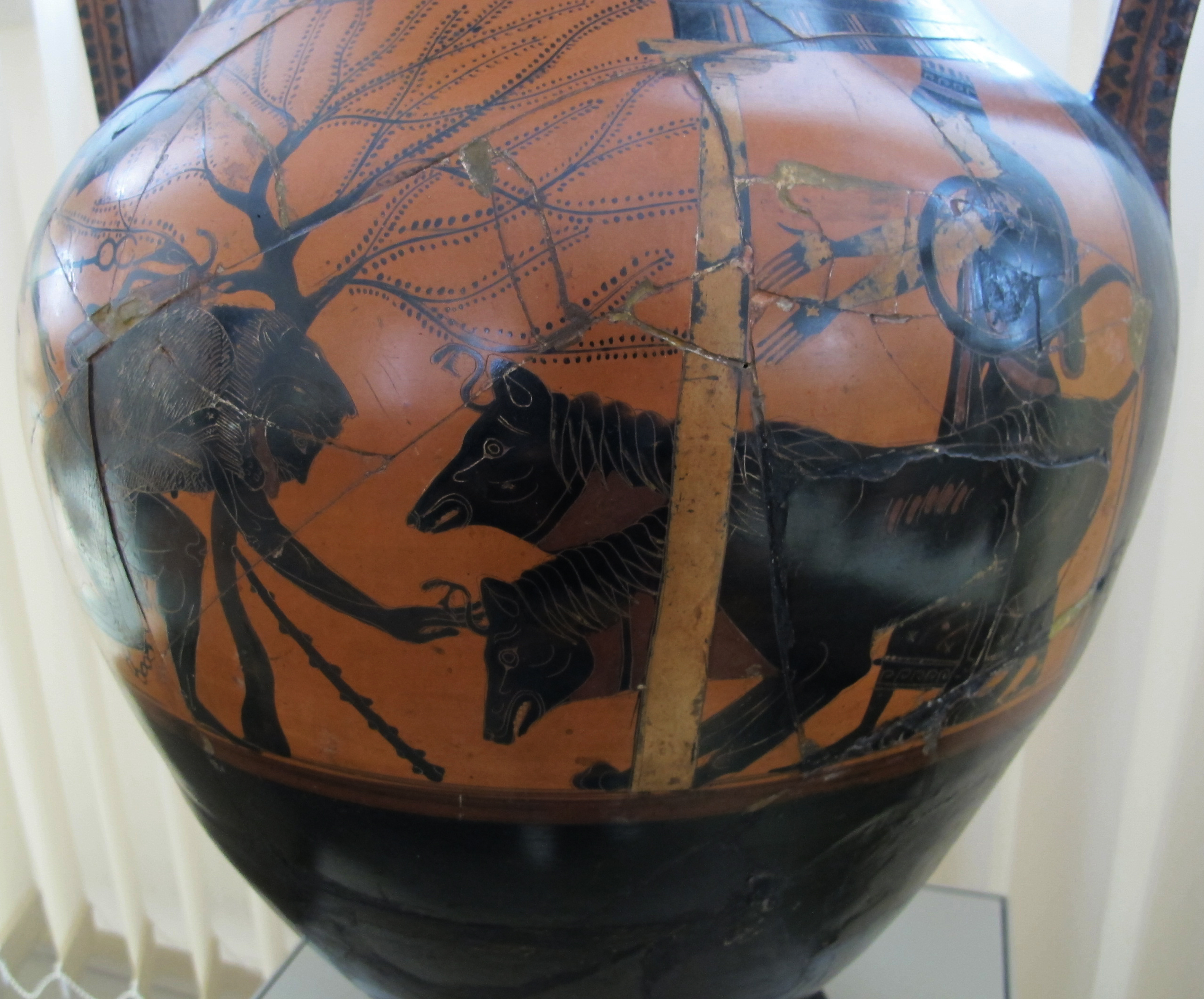
Eracle e Cerbero, vaso nero di Andocide, grosso modo contemporaneo di Erodoro

Erodoro di Eraclea (in greco antico: ‛Ηρόδωρος?, Heròdoros; in latino Herodorus; Eraclea Pontica, ... – ...; fl. VI secolo) è stato uno storico greco antico.

## Biografia
I dati biografici di Erodoro sono praticamente nulli. Di lui è noto solo che fosse di Eraclea, nel Ponto ed è citato da Aristotele come padre del filosofo e matematico megarico Brisone, fiorito a metà del V secolo a.C..
Questo riferimento a Brisone permette di collocare Erodoro almeno all'inizio del secolo, di etnia ionica (Eraclea era stata, infatti, fondata dai Megaresi), situandolo, dunque, nel "rinascimento ionico' a ridosso della prima guerra persiana, in contemporanea con il più anziano Ecateo, con cui condivise le esperienze logografiche e l'attenzione al mito.

## Opere
Delle opere di Erodoro ci sono pervenuti 63 frammenti, molti dei quali non testuali, confluiti soprattutto nelle raccolte di scolii.

L'opera più importante e più citata era senza dubbio il Discorso su Eracle, in almeno 17 libri, in cui Eracle era di fatto simbolo della pratica della filosofia, visto che Erodoro vedeva la clava come emblema della forza e la leontea come simbolo di saggezza, che, combinate, riescono a sconfiggere i cattivi desideri.

Di ampio respiro, anche se non ne conosciamo l'estensione, dovevano essere le Argonautiche, di cui restano 6 frammenti certi negli scolii ad Apollonio Rodio. In questo lavoro, Erodoro evidenziava una notevole attenzione a ripercorrere organicamente tutta la saga argonautica.

Opere minori, di cui è noto ben poco, erano la Pelopea, di cui non abbiamo che un solo frammento certo, citato da uno scolio a Pindaro, a proposito di Oreste e la Storia di Orfeo e Museo, di cui resta un solo frammento.